# داني روسو
داني روسو (بالإنجليزية: Danny Russo)‏ هو موسيقي أمريكي، ولد في 13 أكتوبر 1885، وتوفي في 15 ديسمبر 1944.